# قائمة الفنادق في فلسطين
هذه قائمة الفنادق في الأراضي الفلسطينية التي تُديرها دولة فلسطين.

## الضفة الغربية
- فندق موفنبيك، رام الله
- قصر جاسر، بيت لحم
- فندق الرتنو، رام الله
- قصر الحمراء للأجنحة الفندقية، رام الله
- فندق فلسطين بلازا
- فندق جراند بارك
- فندق ستي إن بالاس
- فندق كازابلانكا، رام الله
- فندق لا فيندر بوتيك
- بيت ضيافة سانت اندروز، رام الله
- فندق كارميل
- أجنحة الحجال
- فندق الطيبة الذهبي
- فندق أبو مازن، الخليل
- فندق بيت لحم، بيت لحم
- فندق القصر، نابلس
- فندق الياسمينة، نابلس
- فندق الأجنحة الملكية، نابلس

## قطاع غزة
- فندق الديرة غزة فلسطين
- Blue Beach Resort